# Chris Coles
Christopher „Chris“ Coles (* 14. August 1992 in Bristol) ist ein britischer Badmintonspieler. 

## Karriere
Chris Coles gewann 2010 und 2011 den englischen Juniorentitel im Herrendoppel gemeinsam mit Matthew Nottingham. Im letztgenannten Jahr wurde er mit ihm auch Junioreneuropameister. Bei den englischen Meisterschaften der Erwachsenen gewannen sie 2011 Bronze. Ende des Jahres siegten sie bei den Welsh International. Diesen Erfolg konnten sie 2013 wiederholen.